# Збройні сили Узбекистану
Збройні сили республіки Узбекистан (узб. Ўзбекістон Қуроллі Кучларі, O'zbekiston Qurolli Kuchlari; НД Узбекистану) — сукупність військових сил Республіки Узбекистан. Включає в себе сухопутні війська, ВПС, ВМФ, Національну гвардію та прикордонну службу. Задачі збройних сил Узбекистану визначаються відповідно до його нейтрального зовнішньополітичного курсу, що має на увазі їх використання виключно в оборонних цілях.

## Види військової служби
У Республіці Узбекистан існує 4 основних види військової служби:
1. Термінова військова служба — призовник призивається терміном на 12 місяців;
2. Служба в мобілізаційному призовному резерві — призовник призивається на 1 місяць;
3. Служба за контрактом;
4. Служба в лавах резерву Збройних сил Республіки Узбекистан.

## Склад збройних сил
Збройні сили складаються із таких родів військ:
- Сухопутні війська;
- Військово-повітряні сили і Війська протиповітряної оборони;
- Спеціальні війська;
- Національна гвардія.

### Сухопутні війська

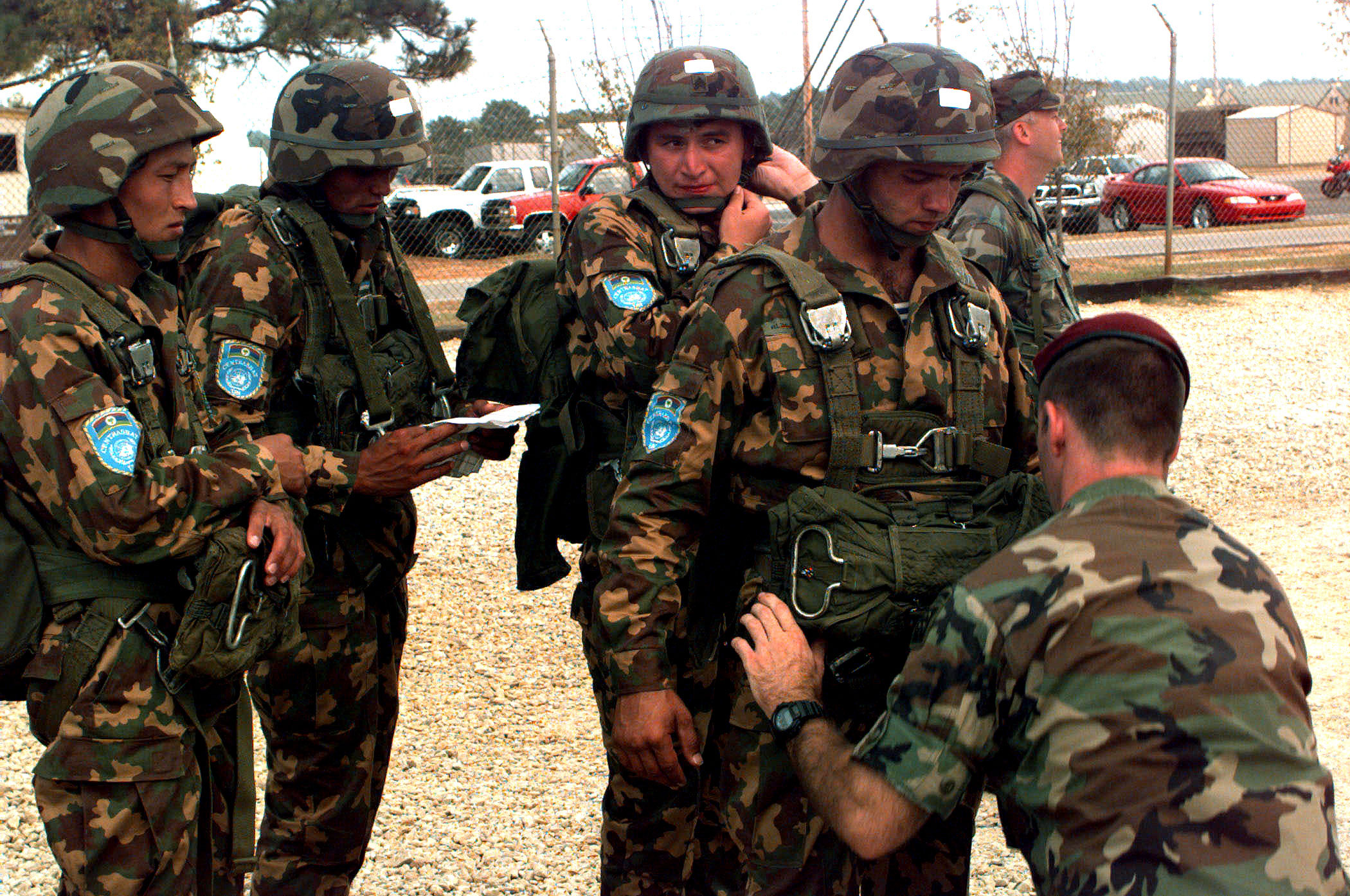
Узбецькі солдати під час навчання із стрибків з парашутом у Форті Брегга (Північна Кароліна) в 1997

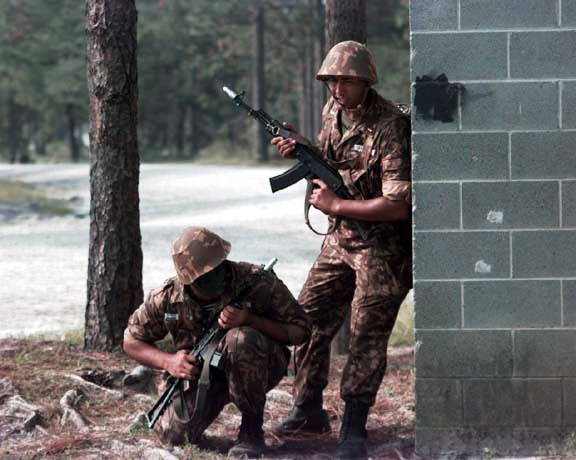
Узбецькі солдати під час навчань Osprey '96

Чисельність Сухопутних військ становить 40 тис. осіб у складі одного танкового корпусу, десяти моторизованих, одній легкої гірської, однією повітряно-десантної, трьох повітряно-штурмових та чотирьох інженерних бригад, а також однієї бригади Національної гвардії.
Узбекистан розділений на чотири особливих військових округи і одне командування:
- Південно-Західний — штаб у Карші
- Східний — штаб у Фергані
- Центральний — штаб у Джізак
- Північно-західний — штаб у Нукусі
- Оперативне командування — Ташкент.

У кожному окрузі дислокована укомплектована по повному штату армійська бригада (мотострілецька, танкова або десантно-штурмова). В особливий період командувачі округами стають керівниками всіх частин та підрозділів силових структур, розташованих на території округу.
Згідно з даними Міжнародного інституту стратегічних досліджень (IISS) у The Military Balance на 2010 [Архівовано 12 жовтня 2012 у Wayback Machine.] рік Сухопутні Війська Узбекистану мали в своєму розпорядженні таку техніку:
| Т-72                                | СРСР  | Основний бойовий танк                   | 70                                                    |             |
| Т-64                                | СРСР  | Основний бойовий танк                   | 100                                                   |             |
| Т-62                                | СРСР  | Основний бойовий танк                   | 170                                                   |             |
| Танки                               |       |                                         | 370 танків на озброєнні, 2000 одиниць — на зберіганні |             |
| Бойові машини піхоти                |       |                                         |                                                       |             |
| БМП-2                               | СРСР  | Бойова машина піхоти                    | 270                                                   |             |
| БМД-1                               | СРСР  | Бойова машина десанту                   | 120                                                   |             |
| БМД-2                               | Росія | Бойова машина десанту                   | 9                                                     |             |
| Броньовані розвідувальні машини     |       |                                         |                                                       |             |
| БРМ-1К                              | СРСР  | Бойова розвідувальна машина             | 6                                                     |             |
| БРДМ-2                              | СРСР  | Броньована розвідувально-дозорна машина | 13                                                    |             |
| Бронетранспортери                   |       |                                         |                                                       |             |
| БТР-Д                               | СРСР  | бронетранспортер                        | 50                                                    |             |
| БТР-60                              | СРСР  | бронетранспортер                        | 24                                                    |             |
| БТР-70                              | СРСР  | бронетранспортер                        | 25                                                    |             |
| БТР-80                              | СРСР  | бронетранспортер                        | 210                                                   |             |
| Протитанкове озброєння              |       |                                         |                                                       |             |
| 100-мм протитанкова гармата МТ-12   | СРСР  | протитанкова гармата                    | 36                                                    |             |
| Малютка (ПТРК),Фагот (ПТРК)         | СРСР  | ПТРК                                    | [ 3 ]                                                 |             |
| Реактивні системи залпового вогню   |       |                                         |                                                       |             |
| БМ-21 Град                          | СРСР  | РСЗВ                                    | 36                                                    |             |
| БМ-21 Град-1                        | СРСР  | РСЗВ                                    | 24                                                    |             |
| БМ-27 Ураган                        | СРСР  | РСЗВ                                    | 48                                                    |             |
| Тактичні ракетні комплекси          |       |                                         |                                                       |             |
| Точка (тактичний ракетний комплекс) | СРСР  | ОТРК                                    | 5                                                     |             |
| Артилерійські системи               |       |                                         |                                                       |             |
| 2С9 «Нона-С»                        | СРСР  | 120 мм САУ                              | 54                                                    | Самохідна   |
| 2С1 «Гвоздика»                      | СРСР  | 122 мм САУ                              | 18                                                    | Самохідна   |
| 2С3 Акація, 2С5 Гіацинт-С           | СРСР  | 152 мм САУ                              | 17                                                    | Самохідна   |
| 2С7 Півонія                         | СРСР  | 203 мм САУ                              | 48                                                    | Самохідна   |
| 122-мм гаубиця Д-30                 | СРСР  | 122 мм                                  | 60                                                    | Буксирувана |
| 152-мм гармата 2А36 Гіацинт-Б       | СРСР  | 122 мм                                  | 140                                                   | Буксирувана |
| 2Б11                                | СРСР  | 120 мм міномет                          | 5                                                     |             |
| 2С12 «Сани»                         | СРСР  | 120 мм міномет                          | 19                                                    |             |
| М-120                               | СРСР  | 120 мм міномет                          | 18                                                    |             |

### Війська ППО і ВПС

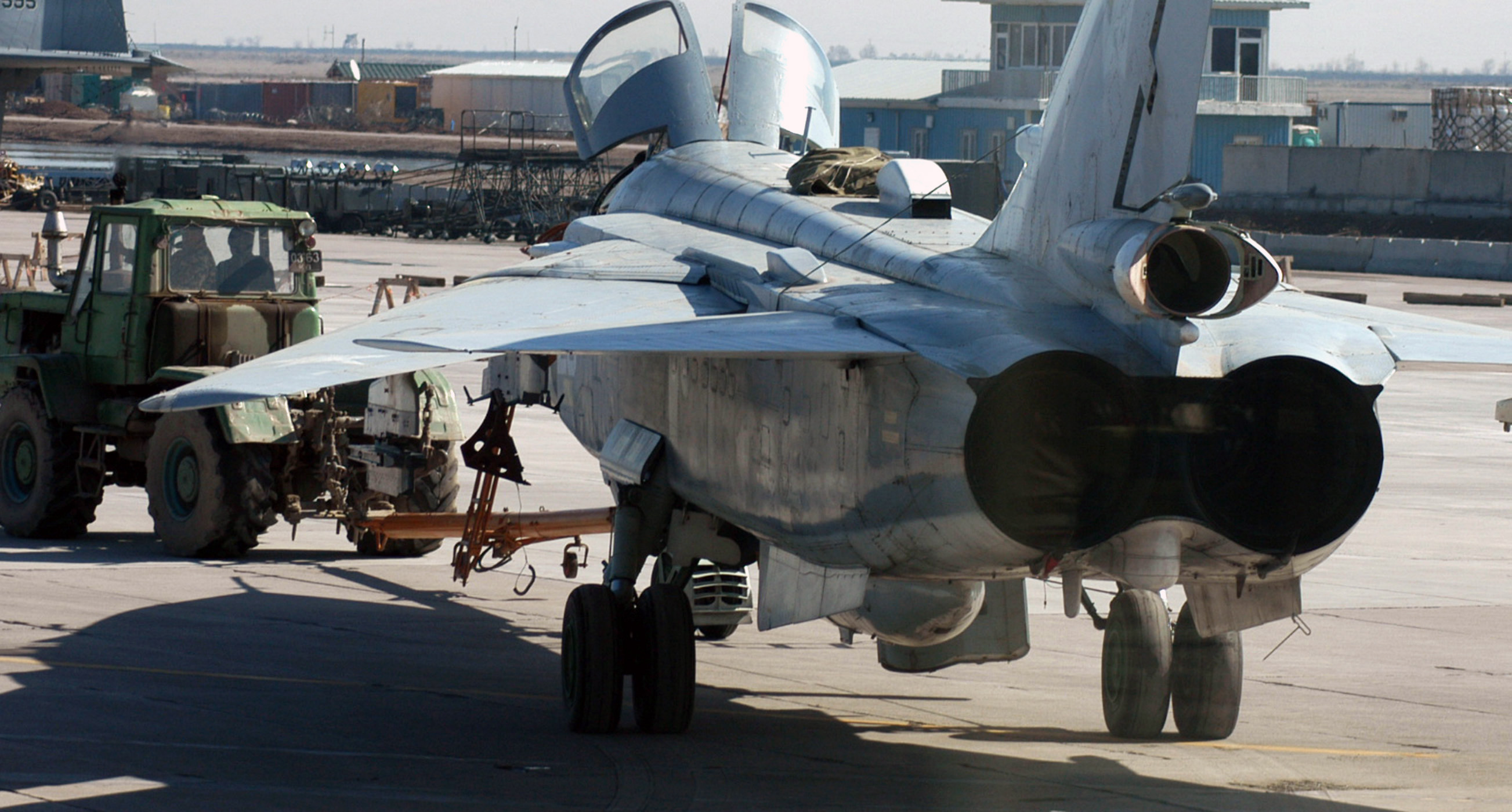
Обслуговчий персонал узбецьких ВПС буксирує літак ВПС Су-24 Fencer на авіабазі в Карші-Ханабад.

Чисельність Військ протиповітряної оборони та Військово-повітряних сил Республіки Узбекистан становить 10-15 тис. осіб у складі 7 авіаційних та вертолітних полків.

### Спеціальні війська
Військові, NSS і МВС підтримують декілька спецназ-батальйонів, названих Скорпіони, Барс і Альфа. Вони широко використовуються проти ісламських терористів у прикордонних районах поблизу Таджикистана та Киргизстана.

## Військові навчальні заклади
Академія Збройних Сил Республіки Узбекистан
Ташкентське вище загальновійськове командне училище (ТВОКУ)
Ташкентське вище військово-технічне училище МВС Республіки Узбекистан
Спеціальний факультет Міністерства оборони Республіки Узбекистан
Вищий військовий митний інститут
Самаркандське вище військове автомобільне командне училище
Джізакське вище військове авіаційне училище
Чирчикське вище військове танкове командне інженерне училище